# Eladi Vidal Barrachina
Eladi Vidal Barrachina (?, 1897 - ?) va ser un lluitador català, especialista en lluita grecoromana, que va competir durant la dècada de 1920 representant l'Ateneu Enciclopèdic Popular de Barcelona. Es proclamà campió d'Espanya i de Catalunya. El 1924 va prendre part en els Jocs Olímpics de París, on va disputar la competició del pes mitjà del programa de lluita grecoromana.